# La Dernière Relique
Pour plus de détails, voir Fiche technique et Distribution.
La Dernière Relique (Viimne reliikvia) est un film estonien de l'ère soviétique réalisé par Grigori Kromanov et sorti en 1969. Le film est adapté du roman Vürst Gabriel ehk Pirita kloostri viimsed päevad d'Eduard Bornhöhe (1893). Il est produit par les studios Tallinnfilm.

## Fiche technique
- Titre français : La Dernière Relique[1],[2]
- Titre original : Viimne reliikvia
- Réalisation : Grigori Kromanov
- Scénario : Arvo Valton, Lennart Meri
- Photographie : Jüri Garšnek
- Directeur artistique : Rein Raamat
- Musique : Uno Naissoo
- Chef d'orchestre : Eri Klas (Orchestre symphonique national estonien)
- Chansons : Paul-Eerik Rummo
- Vocal : Georg Ots, Peeter Tooma, Karel Černoch
- Cadreurs :  Sergo Rahomägi, Tatiana Dobrovolskaia, Mihkel Ratas, Tiit Vernik
- Montage : Virve Laev
- Son : Roman Sabsay
- Décorateur(s) : Oleg Kurg, Helve Halla, Mart-Juhan Must, Harta Ehelaid
- Maquillage : Helve Sikk
- Costumes : Helve Halla
- Directeur : Raimond Felt
- Photographe : Villu Reiman
- Scènes de combat : Andres Lutsar
- Conseiller(s) : Villem Raam, Natalie Mei, Aleksander Kurtna, Eugen Rosental
- Traducteur de scénario en russe : Igor Kononov
- Traducteur de chansons en russe : Svetlan Semenenko
- Société de production : Tallinnfilm
- Pays d'origine : Estonie
- Société de doublage : Lenfilm
- Dates de sortie : 1969
- Genre : film d'aventure, film historique
- Langue : estonien
- Durée : 80 minutes

## Distribution
- Aleksandr Goloborodko : Gabriel
- Ingrīda Andriņa : Agnes von Mönnikhusen
- Elza Radziņa : abbesse
- Rolan Bykov : Vend Johannes
- Eve Kivi : Ursula
- Uldis Vazdiks : Siim
- Raivo Trass : Hans von Risbieter
- Peeter Jakobi : Ivo Schenkenberg
- Karl Kalkun : Pealik
- Valdeko Ratassepp : Johann von Risbieter
- Jüri Uppin : Delvig
- Helmut Vaag : aubergiste
- Katrin Karisma : fille de joue
- Ago Saller : prêtre
- Priit Pärn : rebelle
- Ants Lauter : vieux
- Hans Kaldoja : moine
- Ain Jürisson : moine
- Hugo Laur : moine
- Kalju Komissarov : moine
- Aleksander Kurtna : religieux
- Feliks Kark : voleur
- Valdo Truve : voleur
- Päärn Hint : voleur
- Sergo Rahomägi : voleur
- Viivi Rändsaar-Dikson : femme jouant du Luth